# Al-Husayn I ibn Ali al-Turki
Al-Husayn I ibn ʿAlī al-Turkī (Le Kef, 20 aprile 1675 – Qayrawan, 13 maggio 1740) è stato Bey di Tunisi e fondatore della dinastia degli Husaynidi.

## Biografia

### Ascesa a sovrano
Giovane giannizzero, al-Husayn divenne Tesoriere del Regno. Proclamato bey il 12 luglio 1705, egli prese le sue funzioni ufficialmente il 15 luglio dello stesso anno, dando vita alla dinastia degli Husaynidi, che perdurò per i successivi tre secoli. Egli ottenne anche il titolo di Viceré di Ifriqiya da parte dell'Impero ottomano nel 1707. Husayn I, per la propria elezione iniziò a circondarsi di elementi tunisini più che di influenti personalità turche, nel tentativo di ribadire la volontà crescente di indipendenza che il paese stava esprimendo. Per questo il suo più stretto entourage era composto specialmente di mamelucchi. Suo uomo di fiducia fu tra l'altro lo schiavo francese Reynaud, originario di Tolone, istruito e intelligente, che lo aiutò a rafforzare il proprio potere.

### Alla ricerca della prosperità
Una delle principali riforme di Husayn I fu in campo religioso: nello specifico il nuovo Bey si era reso conto che la Tunisia stessa era rimasta per troppo tempo distaccata dai veri centri religiosi dell'Islam che si trovavano sottoposti all'Impero Ottomano. In questa situazione, perciò (come riporta lo storico locale Muhammad Saghir Ben Yusuf - "Muhammad b. Yūsuf Il Piccolo" -) egli tentò di riportare in auge la tradizione islamica, legata anche agli elementi etnici tipici della regione tunisina. In virtù di questo attaccamento religioso, a Tunisi fece costruire moschee, ḥammām e numerose fontane pubbliche, a vantaggio della popolazione che sovente lamentava la mancanza di acqua.
Questa sicurezza interiore dello Stato, fece sì che gli abitanti tunisini potessero dedicarsi alle attività di commercio e scambio, portando buona prosperità al paese. Ad ogni modo gli scambi con l'estero avrebbero potuto essere molto più proficui se il Bey non ne avesse monopolizzato i profitti, nel tentativo di incrementare gli introiti per le casse statali.

### La rivolta
Il principe, nel 1709, aveva aggiunto nel proprio harem una giovane ragazza di origini genovesi, di appena 13 anni, catturata sul mare dai corsari tunisini, dalla quale ebbe due figli, Mohammed e ʿAlī, rispettivamente nati nel 1710 e nel 1712. Con la nascita di due figli maschi, il Bey impose subito al proprio consiglio l'adozione della linea di successione secondo primogenitura e che il secondo figlio nato, avrebbe ottenuto il titolo di comandante d'esercito e quello di Pascià. Malgrado tutte le precauzioni prese, ʿAlī (il secondo figlio) decise di fuggire da Tunisi, umiliato dalla posizione di secondo piano avuta a corte sin dalla nascita, con il proprio figlio Yūnus, il 21 febbraio 1728. Questa fuga ebbe successivamente conseguenze notevolissime e funeste per Husayn I dal momento che ʿAlī riuscì a convincere le locali tribù di Hanensha e Usseltia ad unirsi alla sua causa ed a rifugiarsi con lui ad Algeri per preparare il contrattacco.

### Deposizione e condanna a morte
Fu così che costituitesi le forze, ʿAlī chiese al padre un pagamento di un tributo annuale, che però cessò di essere regolarmente pagato nel 1735; questo fatto spinse gli algerini ad abbracciare la causa di ʿAlī, invadendo la Tunisia e battendo il Bey nella Battaglia di Sminja (4 settembre 1735), il quale fu costretto a rifugiarsi a Susa. Quando si diffuse la notizia della vittoria di ʿAlī, i suoi partigiani contrattarono con le autorità di per capitolare senza condizioni. Assediato a Qayrawan dove si era rifugiato sperando in un contrattacco, Husayn Bey venne catturato e decapitato su ordine di Yūnus, il 13 maggio 1740.